# Крионери (Места)
Крионери (грч. Κρυονέρι) је насељено место у општини Места у периферији Источна Македонија и Тракија, Грчка. Према попису из 2021. године било је 3 становника.
Насеље se некада звало Карга махала и било је део турског села Макрихори (Узункој). Током Балканских ратова је настрадало и било је напуштено. После Другог светског рата на истом месту је подигнуто насеље Крионери.